# Свобода, Франтишек
Франти́шек Сво́бода (чеш. František Svoboda; 5 августа 1906, Вена — 6 июля 1948) — чехословацкий футболист, нападающий.

## Карьера
Франтишек Свобода начал карьеру в клубе «Рапид» из пражского района Винограды. Оттуда в 1926 году он перешёл в «Славию». Выступая за этот клуб, футболист 8 раз становился чемпионом Чехословакии, один раз выиграл Кубок Митропы. В 1935 году он стал лучшим бомбардиром чемпионата, забив 27 голов. А всего за «Славию» Свобода 101 раз поражал ворота команд соперника.
В 1930 году Свобода едва не перешёл в стан главного соперника «Славии», клуба «Спарта»: Франтишек составил договор с этим клубом в письменной форме, что, не продлив контракт со «Славией», он перейдёт в стан «Спарты», если та согласится выплатить ему 100 тыс. крон. Также в этом документе содержался пункт, что если сделка не состоится, то клуб выплатит ему 50 тыс. крон. Сделка так и не состоялась, однако и выплата неустойки игроку также не была сделана.
Завершил карьеру Свобода в клубе «Виктория» (Жижков).
В сборной Чехословакии Свобода дебютировал 6 июня 1926 года в матче с командой Венгрии, в котором его команда проиграла 1:2, а сам Франтишек вышел на замену на 46 минуте встречи вместо Отто Флейшманна. А во втором своём матче, 2 января 1927 года со Сборной Бельгии забил два гола, а его команда победила 3:2. В 1934 году он поехал в составе национальной команды на чемпионат мира, где чехословаки заняли второе место, а сам Свобода забил на турнире 1 гол в ворота Швейцарии в трёх проведённых матчах. Последний матч за сборную Франтишек провёл 15 мая 1937 года с Шотландией. Всего за национальную команду он провёл 43 матча и забил 22 гола.

## Достижения

### Командные
- Чемпион Чехословакии: 1929, 1930, 1931, 1933, 1934, 1935, 1937, 1940
- Обладатель Кубка Митропы: 1938

### Личные
- Лучший бомбардир чемпионата Чехословакии: 1935 (27 голов)